# Bulb pramac
Bulbni pramac je produženje kruškolikog oblika na pramcu broda ispod vodene linije. Bulbni pramac mijenja način strujanja vode oko trupa, smanjujući otpor, i tako povećava brzinu, učinkovitost i stabilnost. Za slučaj sudara ili naleta na greben ima zadaću apsorbiranja kinetičke energije i povećavanja sigurnosti broda. Veliki brodovi s bulbnim pramcem uglavnom imaju 12 do 15 posto bolju iskoristivost goriva od sličnih plovila bez njih.
Bulbni pramac ima najviše učinka pod sljedećim uvjetima:
- kad se nalazi na brodu čija je vodna linija duža od 15 m
- kad brod ima vitku formu
- pri brzini koja je približno jednaka najvećoj brzini broda

Bulbni pramac stvara pri plovidbi takav val koji interferiranjem s pramčanim valovima koje stvara ostala forma pramca smanjuje visinu ukupnog pramčanog vala. Na taj način mijenja se raspodjela tlaka po brodu i smanjuje površina trupa koja je u dodiru s vodom što smanjuje otpor broda. Time se povećava energetska učinkovitost i brzina broda.